# Airborne warning and control system

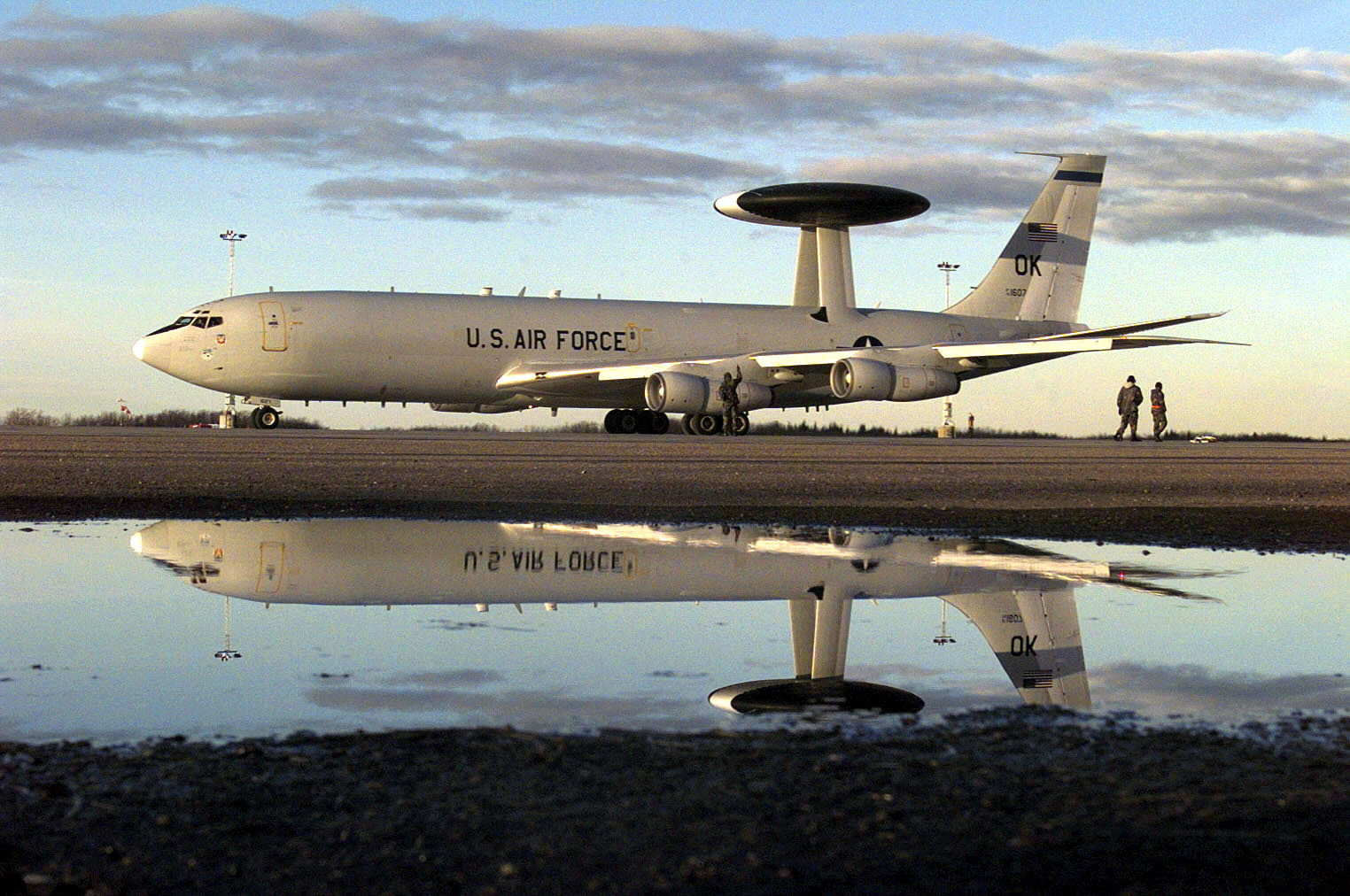
United States Air Force E-3B Sentry AWACS vliegtuig

Het Airborne Warning and Control System (AWACS) is een vliegend, op radar gebaseerd verkennings-, detectie-, commandovoerings-, en communicatiesysteem. Het werd ontwikkeld voor luchtruimbewaking en air battle management tijdens gecombineerde luchtoperaties. Met AWACS vliegtuigen kunnen vliegbewegingen op veel grotere afstand waargenomen worden dan met grondradar. Vanuit het AWACS vliegtuig communiceert men met andere vliegtuigen, grond- en maritieme eenheden en voorziet deze van de laatste online real-time gegevens over een bepaald gebied.

## Systeem
Het in verschijning bekendste systeem werd ontworpen en gebouwd door Boeing (Defense & Space Group) en maakt gebruik van de Northrop Grumman AN/APY-12 radar, gemonteerd op het airframe van een gemodificeerde Boeing 707-320B. Dit toestel wordt aangeduid als de E-3 Sentry en is geleverd aan de USAF, de NAVO, de RAF, de Franse luchtmacht en de RSAF. 
In totaal werden er 68 gebouwd maar wegens gebrek aan Boeing 707-airframes – de productielijn van dit type is al jaren gesloten – is de laatste uitvoering van het radarsysteem gemonteerd in een aangepaste Boeing 767. De E-767-versie is, samen met een aantal gemodificeerde KC-767 tankvliegtuigen, alleen in gebruik bij de Japanse luchtmacht

## Andere platformen

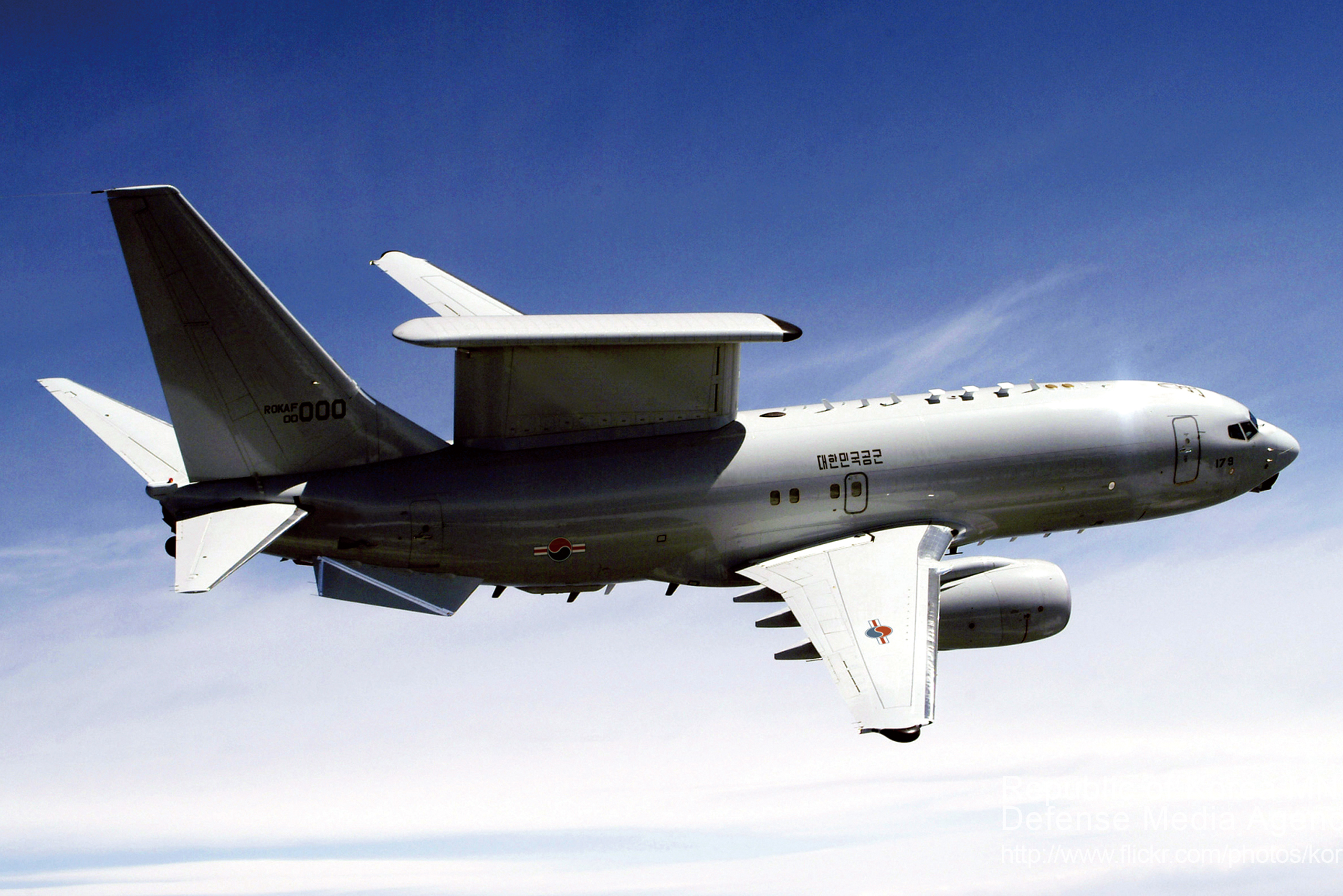
737 (Boeing E-7 Wedgetail) AEW&C

Er zijn studies uitgevoerd met kleinere toestellen dan de Boeing 707, zoals de Boeing 737 en de Airbus A310 als alternatieven. Alleen de Boeing 737 is succesvol doorontwikkeld tot volledige AWACS als de E-7 Wedgetail. Deze is uitgerust met een vast gemonteerd Multi-role Electronically Scanned Array (MESA) radarsysteem. De E-7 Wedgetail is in dienst bij de luchtmachten van Australië, Turkije en Zuid-Korea en de RAF heeft er vijf in bestelling. 
Bij diverse landen zijn vergelijkbare systemen in gebruik. Voorbeelden hiervan zijn de met AN/APS-96-radar uitgeruste E-2 Hawkeye en het Zweedse Erieye-radarsysteem gebaseerd op active electronically scanned array (AESA) technologie, dat bij de luchtmachten van Brazilie, Griekenland, Mexico, Pakistan, Saudi Arabie, Thailand, Verenigde Emiraten en Zweden dienst doet op toestellen als de Embraer ERJ's (Brazilië, Mexico, Italië, Griekenland) of Saab SF-340's (Zweden) of Global Express (Canada): GlobalEye. Deze zijn veel goedkoper dan de grote toestellen, maar leveren vergeleken met AWACS beperkte radarprestaties.

## NAVO Geilenkirchen

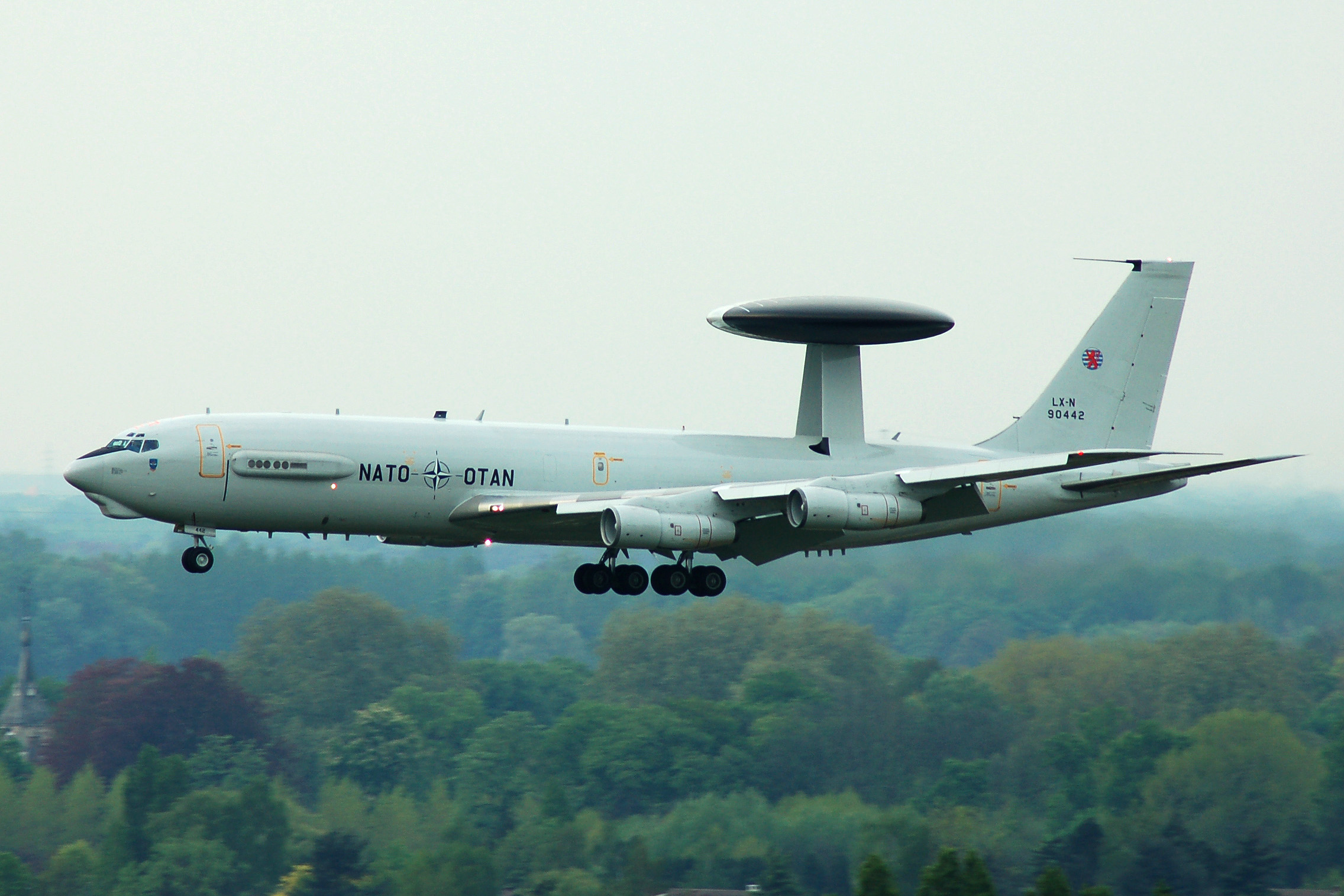
Boeing E-3A, NAVO, Brussels Airport

Door de NAVO werd eind jaren 1970 de NATO Early Warning & Control Force (NAEWC&F) ingesteld voor de bescherming van het West-Europese luchtruim tegen mogelijke aanvallen door de Sovjet-Unie. De NAEWC&F Main Operating Base werd in 1978 gevestigd op luchtmachtbasis Geilenkirchen, een voormalige RAF-basis vlak bij de Nederlandse grens.
De opening van deze basis leidde tot onrust van de Nederlandse kant. De startbaan ligt in westelijke richting naar de gemeenten Beekdaelen en Brunssum gericht, waardoor inwoners van deze gemeenten overlast zouden ondervinden van startende vliegtuigen. Uit een belevingsonderzoek van het Rijksinstituut voor Volksgezondheid en Milieu (2008), opgesteld in opdracht van het ministerie van VROM, blijkt dat meer dan 41.000 mensen in Zuid-Limburg hiervan hinder ondervinden. Begin 1990 verenigden de inwoners zich en werd de Vereniging STOP awacs opgericht, die probeerde de NAVO de basis te laten verplaatsen of minder lawaaierige motoren voor de AWACS-toestellen aan te schaffen. De NAVO zegde toe de motoren uit te rusten met zogenoemde hush kits en later te vervangen. Door financiële problemen gebeurde dat niet.
Er werd later een convenant ondertekend tussen het ministerie van Defensie en de gemeenten Onderbanken en Brunssum, waarin gemiddeld 13,5 vluchten per dag en per jaar maximaal 30 nacht- en weekendvluchten werden afgesproken. Vanwege de daadwerkelijke AWACS inzet in oorlogssituaties (Joegoslavië en Irak) en uitbreiding van de hierbij horende oefenvluchten werden de normen uit dit convenant geregeld overschreden.
De voorgenomen kap van 6 hectare van de Schinveldse bossen deed de gemoederen oplaaien. Volgens het Ministerie van Defensie werd het zicht in de aanvliegroute ernstig belemmerd door het bos, maar de gemeente gaf toestemming voor het afzagen van de hoge bomen. Het werkte de kap van de overige bomen tegen met behulp van het vaststellen van een bestemmingsplan. Uiteindelijk werd het NIMBY-instrument ingezet door het Ministerie van VROM om de gemeente en de provincie buiten spel te zetten en de kap van het bos mogelijk te maken. Na de kap oordeelde de Raad van State in een bodemprocedure dat de 6 hectare niet gekapt had mogen worden en dat in 2006 ten onrechte de NIMBY-procedure was toegepast.
Het aantal AWACS-vluchten vanuit Duitsland boven Nederland liep in de periode 2009-2012, na de inzet tijdens vijandelijkheden, significant terug en daarmee ook het aantal klachten, zo bleek uit cijfers van het Klachtenbureau Luchtverkeer. In 2011 was na zware politieke druk afgesproken dat de geluidsoverlast in 2012 met 35 procent zou afnemen en volgens het Klachtenbureau werd die doelstelling ook ruimschoots gehaald.

### Vliegtuigongeluk
Op 13 januari 1999 stortte een Boeing KC-135 Stratotanker met registratienummer 91452 in een bosperceel noordwest van de basis neer. Bij de crash kwamen de bemanningsleden – twee vliegers, een navigator en een boomoperator – om het leven. Het kostte Duitse en Nederlandse brandweerlieden uren om het wrak te blussen. In het USAF-onderzoeksrapport gaf de onderzoekscommissie alleen een mogelijke oorzaak voor het ongeluk aan. Een haperende aansturing van het stabilo, de horizontal stabilizer of pitch trim, omdat KC-135's daarmee al vaker problemen hadden gehad. Daarop werd door de USAF kort na het ongeluk in Geilenkirchen een grondige inspectie van dit type vliegtuig uitgevoerd. Het onderzoek naar de crash werd ernstig bemoeilijkt doordat het grootste deel van het vliegtuig was vernietigd en doordat militaire vliegtuigen niet met een zwarte doos zijn uitgerust. Wel trof men een nog redelijke intacte stabilo aan, die in de verkeerde positie stond. Dat heeft ertoe geleid dat de doorstart onder een veel te scherpe stijgingshoek is gemaakt (veertig graden) waardoor het toestel verongelukt is. Volgens de onderzoekscommissie kan het overtrekken van het toestel door een technisch mankement zijn veroorzaakt of door falen van de bemanning. Dat laatste werd onwaarschijnlijk geacht.

## AGS
Als aanvulling op de E-3 Sentry-AWACS die specifiek gericht is op de bewaking van een gedeelte van het luchtruim heeft de NAVO het Alliance Ground Surveillance-systeem (AGS) aangeschaft, dat nu in het eindstadium van ontwikkeling is. AGS is een systeem dat gebruikt zal worden voor het bestuderen van beelden op de grond. Het radarsysteem blijft hierbij op veilige afstand van het waar te nemen gebied (stand-off). Eenmaal operationeel zal het bestaan uit onbemande vliegende radarplatforms die het verantwoordelijke commando de ‘eyes in the sky’ boven een bepaald gebied geven. Hiermee verkrijgt men een continu actueel situatiebeeld voor, tijdens en na eventuele NAVO-grondoperaties. Dit is een noodzakelijke informatiecapaciteit voor de politieke besluitvorming en ook voor het plannen van de hierop gerichte militaire acties. AGS zal als belangrijk gereedschap fungeren voor de NAVO Response Force.

## Vergelijkbare Russische toestellen

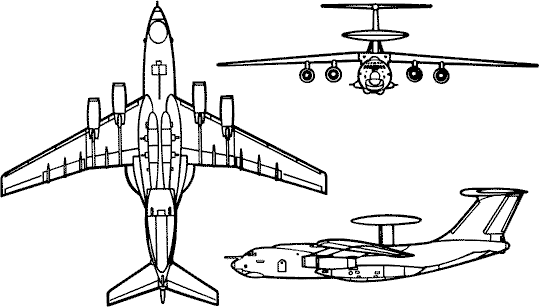
Iljoesjin Il-50 Mainstay

De voormalige Sovjet-Unie kende zijn eigen versie voor luchtruimbewaking en battle management. De Tu-126 Moss was een militaire versie van de commerciële Tupolev Tu-114  van het westerse AWACS-systeem. Het toestel was uitgerust met een Liana-radar en was bij de NAVO bekend onder codenaam Flatjack.
Het toestel werd al na enkele jaren vervangen door de IL-50 Mainstay, de militaire versie van de IL-76 (ook wel Beriev A-50). De systeemintegratie en kracht van de radar van de Mainstay waren gelijkwaardig aan die van de E-3. Het toestel bleek echter zeer onderhoudsgevoelig
Verschillende andere landen (Irak, China en India) hebben ook de IL-76 gebruikt als een platform voor hun eigen radar. Daarnaast is er ook van de Iljoesjin Il-114 een radarvariant.
In februari 2023, tijdens de Russisch-Oekraïense oorlog, wist een Belarussische sabotagegroep met behulp van drones een Russische Beriev A-50 te beschadigen op een vliegveld nabij Minsk. In januari 2024 haalde Oekraïne een A-50 neer die boven de Zee van Azov vloog. In februari 2024 haalde Oekraïne een A-50 neer in de Russische regio Krasnodar.